# Escaro
Escaro – miejscowość i gmina we Francji, w regionie Oksytania, w departamencie Pireneje Wschodnie.
Według danych na rok 1990 gminę zamieszkiwały 102 osoby, a gęstość zaludnienia wynosiła 7 osób/km² (wśród 1545 gmin Langwedocji-Roussillon Escaro plasuje się na 800. miejscu pod względem liczby ludności, natomiast pod względem powierzchni na miejscu 545.).